# Schleuse Zeddenbach
Die Schleuse Zeddenbach, früher auch Schleuse Zscheiplitz genannt, ist eine denkmalgeschützte Schleuse in einem Schleusenkanal der Unstrut in Freyburg (Unstrut) im Burgenlandkreis in Sachsen-Anhalt im Zentrum des Weinanbaugebietes Saale-Unstrut. Die Stadt gehört der Verbandsgemeinde Unstruttal an, deren Verwaltungssitz sie zugleich ist. Eingetragen ist die Schleuse unter der Erfassungsnummer 107 20023 des Landesamtes für Denkmalpflege des Landes Sachsen-Anhalt. Die Schleuse wurde von November 1993 bis Dezember 1994 rekonstruiert.

## Geschichte
Eine Nutzung der Unstrut als Transportweg ist seit 981 urkundlich belegt. Schifffahrt auf der Unstrut wird seit 1602 erwähnt. Eine nennenswerte wirtschaftliche Nutzung war aufgrund der geringen Tiefe und der morastigen Ufer lange Zeit nur sehr eingeschränkt möglich. Zur Erhaltung der Uferwege mussten große Anstrengungen unternommen werden, da diese für das Treideln der Frachtkähne unabdingbar notwendig waren. Ab dem Jahre 1790 wurde die Schifffahrt auf der Saale weiter ausgebaut. Der Kurfürst von Sachsen, Friedrich August III. ordnete in diesem Zusammenhang an, die obere Saale und auch die Unstrut wirtschaftlich schiffbar zu machen. Die Schleuse Zeddenbach wurde im Rahmen des Großprojektes der Schiffbarmachung von der Saale bis zur Unstrut 1790 bis 1794 erbaut. Sie wurde 1794 als eine der ursprünglich 12 Unstrutschleusen südlich des damals selbständigen Ortes Zscheiplitz fertiggestellt. 1834 war die Unstrut durchgängig (Zitat) (be)fahrbar gemacht, und es sind 12 Schleusen an derselben angelegt, nämlich zu Artern, Ritheburg, Schönewerda, Roßleben, Wendelstein, Nebra, Vitzenburg, Karsdorf, Burgscheidungen, Laucha, Zscheiplitz und Freiburg. Bei sämmtlichen Schleusen sind Zugbrücken angelegt, damit die Straßen nicht unterbrochen werden.
Mitte der 1950er Jahre bereits verlor die Unstrut als Wasserstraße an wirtschaftlicher Bedeutung. Die wasserbaulichen Anlagen wurden vernachlässigt. 1967 wurde der Fluss aus dem Verzeichnis der Binnenwasserstraßen der DDR gestrichen und im Rahmen eines Hochwasserschutzprogramms für die Unstrut die Schleusen Artern, Schönewerda, Roßleben, Nebra, Vitzenburg, Karsdorf und Freyburg stillgelegt.

## Beschreibung
Die Schleuse Zeddenbach ist eine Kammerschleuse mit geraden Kammerwänden aus Nebraer Sandstein. Die Schleuse hat eine nutzbare Länge von 50,50 Meter. Sie ist 5,52 Meter breit. Die Fallhöhe beträgt im Mittel etwa 1,60 Meter. Zum Verschließen der Schleusenkammer dienen Stemmtore, die über Torstangen und einen mechanischen Antrieb geöffnet und geschlossen werden. Die Schleuse war früher zugelassen für Schiffe bis zu einer Länge von etwa 46 Metern, was dem heute nicht mehr gebräuchlichen Unstrutmaß entspricht.
Da der Fluss hier keine Bundeswasserstraße mehr ist, steht die touristische Nutzung im Vordergrund. Kleinere Fahrgastschiffe und Wassersportler mit kleineren Booten und geringem Tiefgang können die Unstrut noch befahren. Bedarfsschleusungen werden entsprechend den Betriebszeiten nach telefonischer Voranmeldung durchgeführt. Die Zuständigkeit für die Unstrut von km 0,00 bis 45,28 wird vom Flussbereich Sangerhausen im Landesbetrieb für Hochwasserschutz und Wasserwirtschaft Sachsen-Anhalt (LHW) mit Sitz in Oberröblingen wahrgenommen.

## Staustufe mit Mühle und Wasserkraftanlage
Die Staustufe Zeddenbach mit Wehr befindet sich am Kilometer 7,20 der Unstrut. Der grundsätzliche Aufbau der Gesamtanlage, bestehend aus Wehr, Schleuse und Wasserkraftanlage stammt aus dem Zeitraum zwischen 1791 und 1795, die Schleuse ist 1794 fertig gestellt worden. Vom November 1993 bis Dezember 1994 wurde sie rekonstruiert. Die Wehranlage, bestehend aus einem festen Wehr mit 90 Meter Kronenbreite, Freischützanlage mit zwei Einfachschützen von je 3,00 Meter Breite und 2,20 Meter Höhe sowie die Grundschützanlage mit drei Einfachschützen von je 2,50 Meter Breite und 1,30 Meter Höhe wurde von August 1995 bis zum Dezember 1996 grundlegend saniert. Von Oktober 1996 bis Dezember 1996 wurde eine Fischaufstiegshilfe in Form eines Raugerinnes gebaut. Die Wasserkraftanlage der Mühle Zeddenbach mit einer Leistung von 120 kW ist die letzte dieser Art an der Unstrut. Die Energiegewinnung erfolgt mit zwei Francis-Turbinen. Die heutige Mühle wurde vor 120 Jahren als Mühlenwerk mit Getreidemühle, Ölmühle, Sägewerk erbaut und befindet sich seitdem in Familienbesitz. Sie ist unter der Erfassungsnummer 094 83475 des Landesamtes für Denkmalpflege des Landes Sachsen-Anhalt eingetragen. Heute kann die Getreidemühle als funktionierendes technisches Denkmal besichtigt werden.